# WR 25
WR 25 eller HD 93162, är en dubbelstjärna i norra delen av stjärnbilden Kölen i den turbulenta stjärnbildande regionen Carinanebulosan och ingår i stjärnhopen Trumpler 16. Den har en skenbar magnitud av ca 8,80 och kräver åtminstone ett mindre teleskop för att kunna observeras. Baserat på parallax enligt Gaia Data Release 3 på ca 0,45 mas, beräknas den befinna sig på ett avstånd på ca 6 800 ljusår (ca 1 970 parsek) från solen. Den rör sig närmare solen med en heliocentrisk radialhastighet på ca -35 km/s.

## Egenskaper

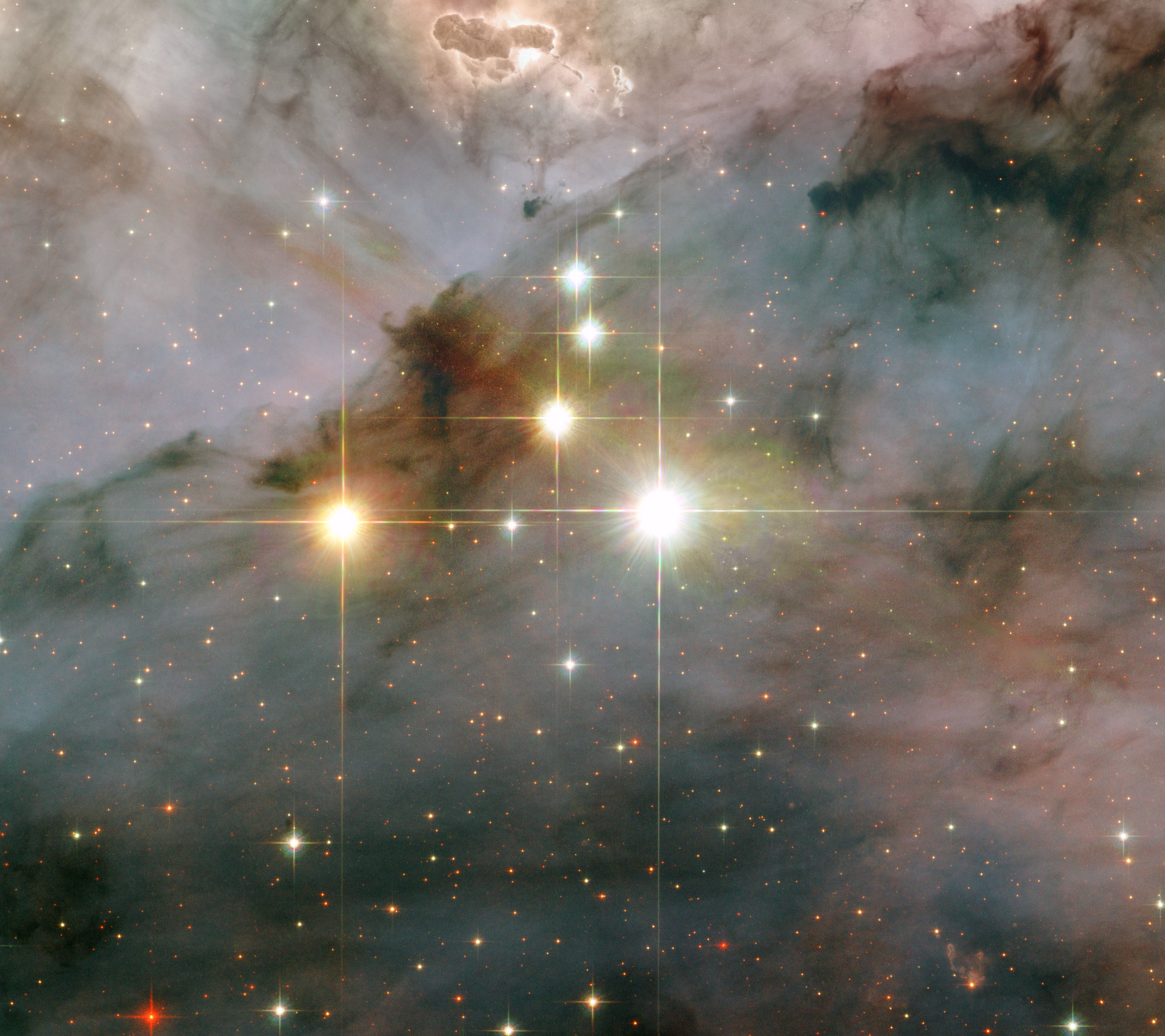
WR 25 är den ljusaste stjärnan i bilden. Den orangea stjärnan till vänster är ett förgrundsobjekt.

Primärstjärnan i WR 25 är en blå superjättestjärna av spektralklass O2.5 If*/WN6 och klassificeras som en Wolf-Rayet-stjärna. Den har en massa som är ca 98 solmassor, en radie som är ca 20 solradier och har ca 2 400 000 gånger solens utstrålning av energi från dess fotosfär vid en effektiv temperatur av ca 50 100 K. Stjärnan är en av de mest massiva och ljusstarka stjärnorna som är kända. 
WR 25 erkändes som en Wolf-Rayet-stjärna på 1800-talet på grund av dess ljusstyrka och ett spektrum som domineras av breda emissionslinjer. Spektrumet innehåller vätelinjer och är ligger mellan en klassisk WN- (Wolf-Rayet) stjärna och en superjätte av spektraltyp O. Detta ledde till tidiga rapporter om att den var en dubbelstjärna, till exempel en WN7-stjärna plus en O7-stjärna. Den har också beskrivits som WN7 + abs (vilket betyder en Wolf-Rayet-stjärna med absorptionslinjer av okänt ursprung) och WN6ha.  Med införandet av specifika klassificeringar för heta Wolf-Rayet-stjärnor tilldelades WR 25 spektraltypen O2.5If */WN6. Detta anger närvaron av kväve, den inneboende svagheten hos många emissionslinjer och närvaron av vissa helium- och väteabsorptionslinjer. Klassificeringen representerar en fin gradering av svagare emission och starkare absorption än en WN6ha spektraltyp. Eventuella bidrag till spektrumet från följeslagaren kan inte tydligt observeras.
Följeslagaren antas vara en ung het massiv stjärna, liknande andra kända WR+O- eller WR+WR-dubbelstjärnor. Den har rapporterats som en O4-superjätte, men senare mätningar är fortfarande osäkra om den exakta spektraltypen. Kolliderande stjärnvindar mellan två sådana heta lysande stjärnor producerar den hårda röntgenstrålning som ledde till misstankar om den binära statusen långt innan omloppsperioden på 208 dygn upptäcktes. Följeslagaren bidrar med mer än 15 procent av systemets ljusstyrka, så dess luminositet är mycket osäker. Tidigare uppskattningar baserade på mätningar av joniserande flöde gav värden runt 1,5 miljoner gånger solen, med motsvarande lägre uppskattningar för andra fysiska data.